# Xestia hoeferi
Xestia hoeferi är en fjärilsart som beskrevs av Corti 1928. Xestia hoeferi ingår i släktet Xestia och familjen nattflyn. Inga underarter finns listade i Catalogue of Life.